# Није лако са мушкарцима
Није лако с мушкарцима је југословенски филм из 1985. године, у режији Михаила Вукобратовића. сценарио је за филм урадио Предраг Перишић.

## Радња
Младој, разведеној жени са три ћерке (у пубертету), живот није нимало лак. Сама зарађује за издржавање породице, труди се да буде добра мајка, оцу своје деце пријатељица, да и кућном љубимцу, огромном псу, пружи топлину дома. У тој трци она заборавља да је жена, и то привлачна. Једно летовање унеће много новина у живот ове породице.

## Улоге
| Глумац                     | Улога                    |
| -------------------------- | ------------------------ |
| Милена Дравић              | Гордана Диклић           |
| Љубиша Самарџић            | Доктор Иван Секуловић    |
| Ана Симић                  | Ана                      |
| Бранка Катић               | Тања                     |
| Дубравка Мијатовић         | Милица                   |
| Велимир 'Бата' Живојиновић | Милош                    |
| Миливоје 'Мића' Томић      | Јован 'Џон' Димитријевић |
| Татјана Лукјанова          | Комшиница Марта          |
| Зоран Цвијановић           | Аца                      |
| Ташко Начић                | Рецепционер Пера         |
| Боро Стјепановић           | Шеф ресторана            |
| Зоран Јовановић            | Станислав                |
| Феђа Стојановић            | Службеник у кампу        |
| Војка Ћордић-Чавајда       | Болничарка               |